# 영 마더스
"영 마더스"(프랑스어: Jeunes Mères)는 2025년 개봉 예정인 드라마 영화이다. 다르덴 형제가 감독과 각본을 맡았다. 제78회(2025년) 칸 영화제 각본상 수상작이자 황금종려상 경쟁후보작이다.